# Aulus Gel·li
Aulus Gel·li (en llatí Aulus Gellius) (vers 115 - 180) va ser un escriptor romà en llatí. Era nadiu de Roma i va viatjar molt per Europa, especialment a Grècia, i residí per un cert període a Atenes. La seva sola obra conservada és Les Nits Àtiques, que va escriure a Atenes amb extractes d'escriptors romans i grecs i que conté informació sobre història, filosofia i filologia, en un total de 20 llibres.

## Biografia

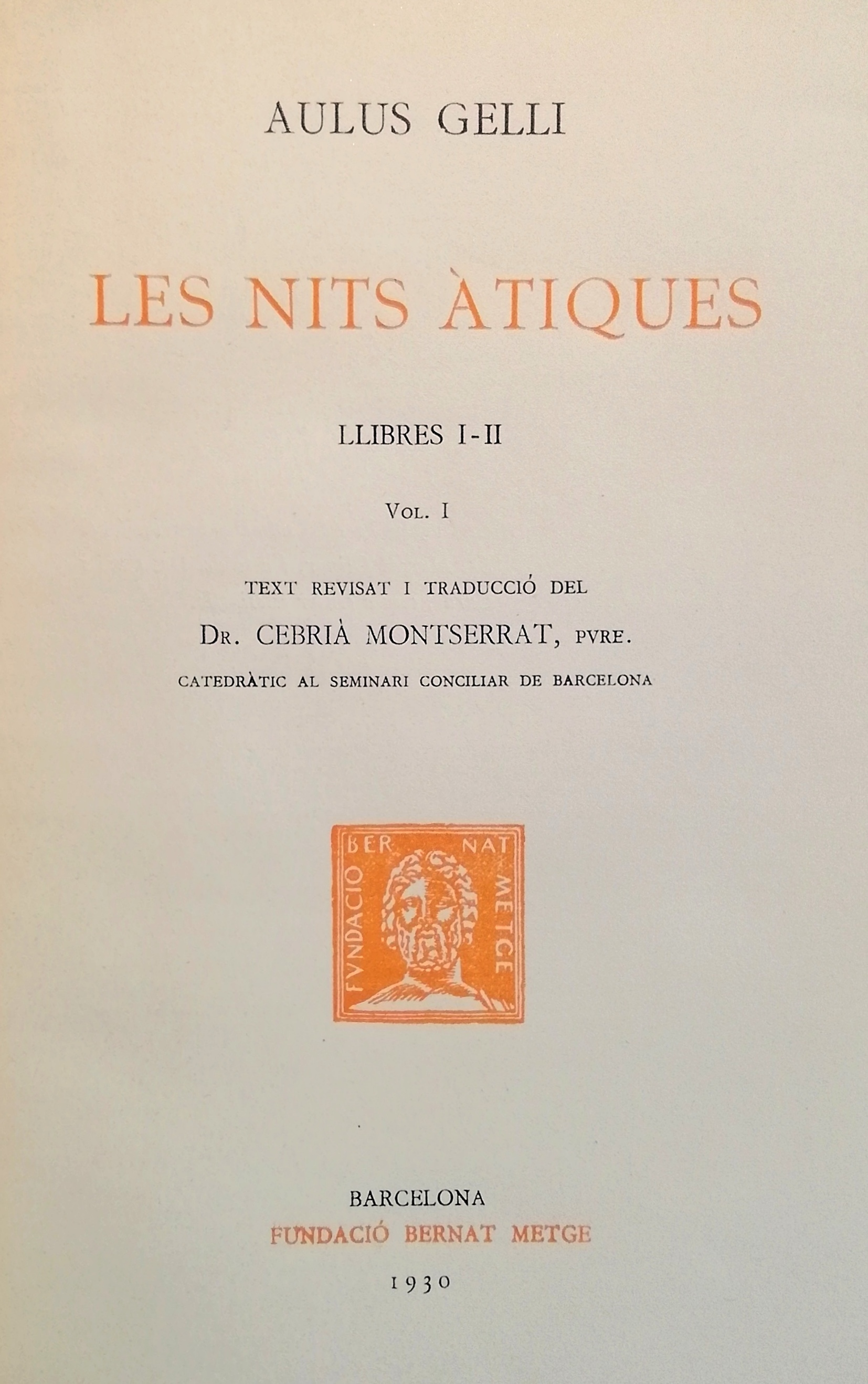
Les nits àtiques (Noctes Atticae), traducció catalana publicada a Barcelona per la Col·lecció Fundació Bernat Metge l'any 1930

La sola font documental sobre la vida de Gel·li són detalls que menciona als seus escrits. Procedia d'una família acomodada, probablement d'origen africà, tot i que degué néixer a Roma i hi degué passar la infantesa. Va estudiar retòrica amb Titus Castrici i Sulpici Apol·linar, i filosofia amb Calvisi Taure i Peregrí Proteu. Era amic de Favorí, Herodes Àtic i Marc Corneli Frontó.
Va tornar a Roma, on va ser pretor i es va dedicar a la justícia, tot actuant en causes civils, mentre que en el seu temps lliure tenia preferència per la literatura.
No hi ha dades precises sobre la data del seu naixement ni de la seva mort, però hom l'ha pogut situar a partir dels seus professors i companys. Així doncs, hom pensa que degué ser contemporani dels emperadors Hadrià, Antoní Pius i Marc Aureli.

## Obra
La seva única obra coneguda són les Nits Àtiques (Noctes Atticae en llatí), intitulat així perquè les començà a escriure durant les nits d'un hivern que va passar a l'Àtica i que va acabar a Roma. En aquesta obra, dividida en vint llibres, l'autor aplega informació sobre diferents temes que li criden l'atenció: hom hi pot trobar faules com la d'Àndrocle, història de Roma i Grècia, anècdotes i qüestions de gramàtica, geometria i filosofia... El valor de les Nits Àtiques rau en la descripció de la societat i interessos del seu temps, i per les citacions d'obres perdudes d'autors antics.
L'obra era molt valorada ja en l'edat mitjana. L'edició prínceps es va publicar a Roma l'any 1469 i va ser molt editada a diferents països durant el Renaixement. La primera edició que comenta les Nits Àtiques és la de l'escriptor Jakob Gronovius, publicada a Leiden el 1706. En català, la primera traducció (parcial) de l'obra fou publicada per la Fundació Bernat Metge el 1930, però el català no compta amb una traducció completa fins al 1997, quan la casa editora la Magrana en publicà una edició.

## Traduccions catalanes
- Les nits àtiques. Traducció del Dr. Cebrià Montserrat. Barcelona, Col·lecció Fundació Bernat Metge, any 1930
- Nits àtiques. Traducció: Albert Andrade (i Barbara Matas), 184 pàgines. Barcelona: Editorial La Magrana, any 1997 (2000).